# Monte Cristo (azienda)
Monte Cristo Multimedia è stata un'azienda francese dedita allo sviluppo di videogiochi con sede nella città di Parigi, fondata nel 1995 e fallita nel 2010.

## Videogiochi
- Trader 97
- Wall Street Trader
- War on Terror
- Economic War
- Crazy Factory
- Dino Island
- Star Academy
- Emergency Fire Response
- Medieval Lords
- Fire Department 2
- Micro Commandos
- 7 Sins
- Fire Department 3
- City Life
- Cities XL
- Silverfall
- Pompiers Tycoon
- Startup 2000
- KAZooK
- Pop Life